# Lluís Boixader i Vilà
Lluís Boixader i Vilà (Berga, 20 de novembre de 1945 - 19 de maig de 2024) va ser un arquitecte i polític català.
Es va formar a l'Escola Tècnica Superior d'Arquitectura de Barcelona i es va col·legiar al Col·legi d'Arquitectes de Catalunya el 1971. Entre les seves obres destaquen la restauració de l'Església de Sant Joan de Berga, que el 1983 va ser declarada Monument Històrico-Artístic i l'any 1997 se'n va iniciar una restauració que ha deixat «un aspecte magnífic a l'interior de l'església».
L'església de les Sagramentàries de Berga és una de les seves obres més singulars. Construïda a inicis de la dècada de 1980 forma part del Mapa de patrimoni cultural de la ciutat. Es tracta d'una moderna església d'una sola nau feta majoritàriament de maons plans. Totes les façanes destaquen per ser d'obra vista i per gaudir d'unes grans obertures, que proporcionen molta llum a l'interior. Al Santuari de Queralt, Boixader va actualitzar el coneixement de les edificacions i va participar com a arquitecte en la remodelació de 1991. Va formar part de la Comissió de Patrimoni del Bisbat de Solsona.
Va ser regidor d'Urbanisme a l’Ajuntament de Berga en el primer consistori de la democràcia, pel qual es va presentar com a independent a la candidatura Per Berga i per Catalunya, encapçalada per Jaume Farguell i Sitges que va obtenir 2.882 vots (40,3%), va ser membre d'Òmnium Cultural durant més de cinquanta anys.